# Zygmunt Zaradkiewicz
Zygmunt Zaradkiewicz (ur. 26 lutego 1951 w Makowie Mazowieckim) – polski grafik i rysownik. 

## Życiorys
Żona Joanna, syn Kamil. Dzieciństwo i młodość spędził w Pułtusku. Uczęszczał do Szkoły Podstawowej nr 4, a następnie do Liceum Ogólnokształcącego nr 37, obecnie im. Piotra Skargi. Egzamin maturalny w 1969 roku. Absolwent Wydziału Grafiki Akademii Sztuk Pięknych w Warszawie. Debiutował rysunkiem satyrycznym na łamach tygodnika satyrycznego „Szpilki” i miesięcznika „Polska” w 1972 roku. Jego rysunki ukazywały się na łamach m.in. „Szpilek”, „Magazynu Rodzinnego”, „Sztandaru Młodych”, „Karuzeli”, „itd”, „Życia Warszawy”, „Razem”, „Cash”, „Rzeczpospolitej”, niemieckiego „Pardon” i „Slapstick” oraz włoskiego „Help”. Jest autorem plakatów filmowych i okolicznościowych, współautorem (razem z żoną Joanną Zaradkiewicz) scenografii i kostiumów dla Teatru Adekwatnego w Warszawie. Opracował artystycznie i zilustrował kilkadziesiąt książek dla dzieci i dorosłych.
W latach 2011–2014 dyrektor Muzeum Karykatury im. Eryka Lipińskiego w Warszawie. 

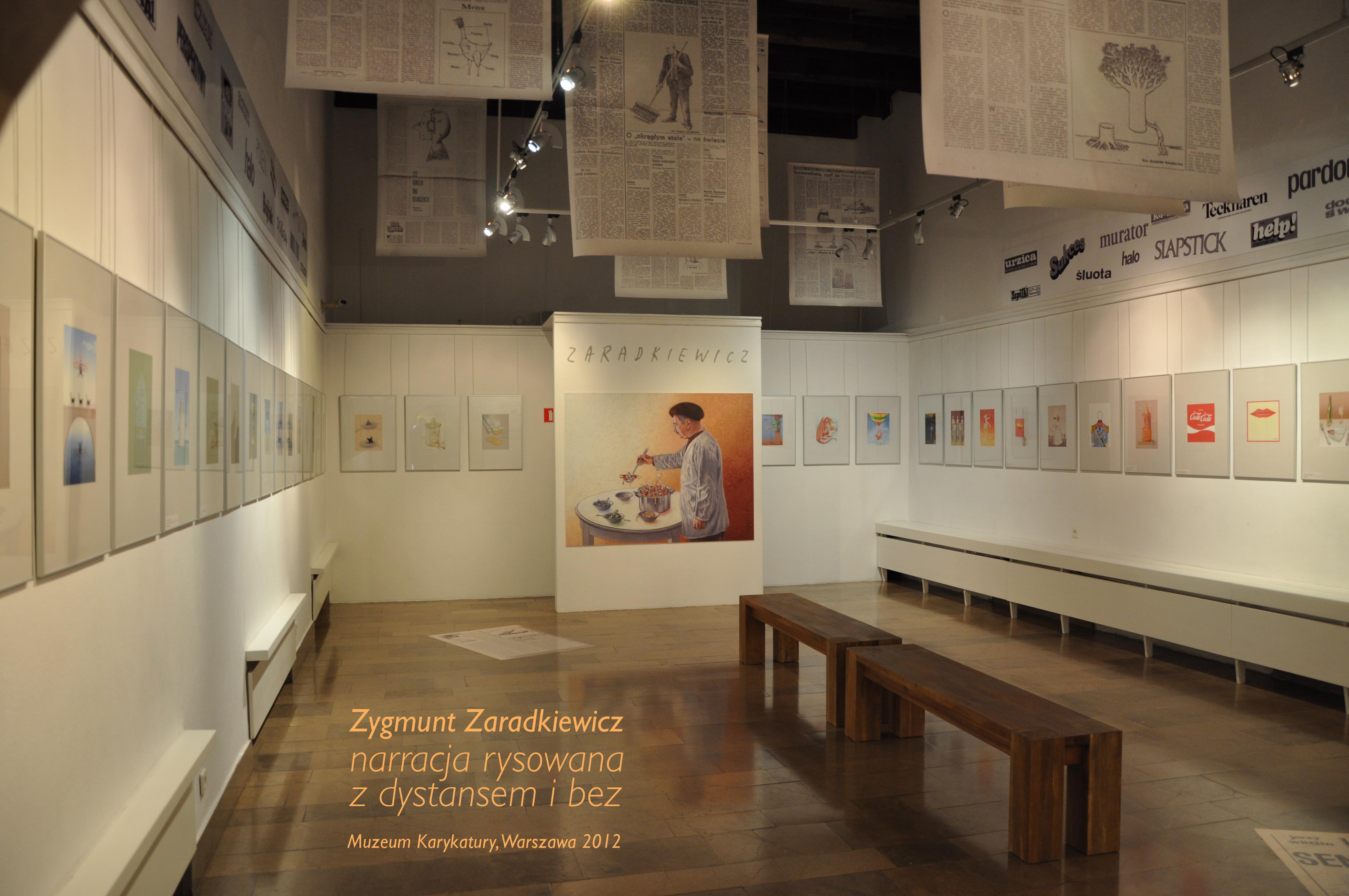
Zygmunt Zaradkiewicz w Muzeum Karykatury

## Nagrody
Zygmunt Zaradkiewicz jest laureatem szeregu nagród, m.in.: 
- Złota Szpilka za rysunek humorystyczny, 1972
- Nagroda IBBY za ilustracje do Baśni H.Ch. Andersena
- Nagroda Specjalna na Nasreddin Hoca Festival, Ankara, Turcja
- II nagroda na II Wystawie Satyry Polskiej w Warszawie
- nagroda redakcji tygodnika Szpilki za rysunek o Warszawie
- Nagroda Specjalna na „Trento fra Realta e Follia, Trento, Włochy
- Nagroda Specjalna za ilustracje książkowe, ArtBook, Warszawa
- Bronze For Pen na V International Cartoon Contest, Praha, Czechy
- II nagroda za rysunek w konkursie „Telemagia”, Muzeum Karykatury w Warszawie 2005[1]
- II nagroda w konkursie International Art Awards „Bird” 2005, Pekin, Chiny
- II nagroda, International Cartoon Contest, Kożuchów 2006
- nagroda legnickich dziennikarzy im. Andrzeja Waligórskiego, „Satyrykon”, Legnica 2007[2]
- nagroda telewidzów za najdowcipniejszy rysunek satyryczny na VIII Festiwalu Dobrego Humoru, Gdańsk 2007
- II nagroda na International Salon of Antiwar Caricature, Kragujevac 2007[3]
- II nagroda, „Satyrykon”, Legnica 2008[4]
- I nagroda w X Otwartym Międzynarodowym Konkursie Na Rysunek Satyryczny „Nafta i Gaz”, Zielona Góra 2008[5]
- I nagroda, The VII International Cartoon Contest „ForProFor”, Praha 2008
- Grand Prix w konkursie na rysunek satyryczny „The Big Boat of Humour”, Łódź 2008[6]
- XI PortoCartoon World Festival, III nagroda, Porto 2009, Portugalia[7]
- XI PortoCartoon World Festival, Prize of the Public, Porto 2010, Portugalia[8]
- 18th Euro-Kartoenale 2011, Best European Entry, Kruishoutem, Belgia[9]
- 2nd International Cartoon Competition "Dictatorship & Tolerance", I nagroda, Berlin 2011[10]
- Grand Prize, XIII PortoCartoon World Festival, Porto 2011, Portugalia[11]
- 40. World Gallery of Cartoons, Skopje 2012, Macedonia – Special Award
- Nagroda Ruchu Piękniejsza Polska, Warszawa 2013
- 20th Euro-kartoenale, Kruishoutem 2015, Belgia – Prize of European Cartoon Center
- 35th International Nasreddin Hodja Cartoon Contest, Istanbul 2015, Turkey – Honour Prize
- 2nd Prize, 6th Cartoonale "De Geus" 2015, Lebbeke 2015, Belgia
- Winner of Special Recognition, International Zagreb Car Exhibit, Croatia
- tOOns MaG First International Cartoon Contest, Norway, 2016 - Honorable Mention
- 33rd Aydin Dogan International Cartoon Competition, Istanbul, Turkey - Success Award
- XVIII Porto Cartoon World Festival, Portugalia – Mention
- Breugel Cartoon Festival „Breugel anno 2017”, Peer, Belgium, Honorable Mention
- VI International Olive Cartoon Contest, Kyrenia, Cypr – Special Prize
- 1-st Prize – International Zagreb Car Cartoon Exhibit 2017, Croatia
- 2nd Prize, 1st International Organ Donation Cartoon Contest, Ankara, Turkey, 2018
- 3rd Prize, World Press Cartoon, Category Editorial Cartoon, Caldas da Rainha 2022, Portugal
- Success Award – 39th Aydın Doğan International Cartoon Competition, Istanbul 2023, Turkey[12]

Mieszka i pracuje twórczo w Izabelinie pod Warszawą, na skraju Puszczy Kampinoskiej.